# Figaro et Frankie
Pour les articles homonymes, voir Figaro (homonymie).
Pour plus de détails, voir Fiche technique et Distribution.
Figaro et Frankie (Figaro and Frankie) est un court métrage d'animation américain de la série Figaro réalisé par Charles A. Nichols pour les studios Disney et sorti en 1947.

## Synopsis
Chez Minnie, le chat Figaro cherche à attraper Frankie le canari dans sa cage. Comme Minnie ne voit plus l'oiseau, elle pense qu'il est parvenu à l'attraper. Mais Frankie s'était caché et s'enfuit par la fenêtre tombant alors entre les crocs de Butch le bouledogue. Figaro se bat contre sa conscience ayant alors pris une certaine subsistance et part sauver le canari... après une lutte avec le chien, Minnie remercie Figaro d'avoir sauvé Frankie.

## Fiche technique
- Titre original : Figaro and Frankie
- Titre français : Figaro et Frankie
- Série : Figaro
- Réalisation : Charles A. Nichols
- Scénario : Eric Gurney, Bill de la Torre
- Layout : Karl Karpé
- Décor : Art Landy
- Animation : Blaine Gibson, George Nicholas, Marvin Woodward, Robert Youngquist
- Musique : Oliver Wallace
- Production : Walt Disney
- Société de production : Walt Disney Studios
- Société de distribution : RKO Radio Pictures
- Pays :   États-Unis
- Langue : anglais
- Format : couleur (Technicolor) - 35 mm - 1,37:1 - son mono (RCA Sound System)
- Durée : 7 min
- Dates de sortie : 
  - États-Unis : 30 mai 1947[1]

## Distribution

### Voix originales
- Ruth Clifford : Minnie Mouse
- Clarence Nash : Figaro

### Voix françaises
- Régine Teyssot : Minnie Mouse
- Martine Regnier : la bonne conscience de Figaro

## Commentaires
C'est le troisième et dernier court métrage de la série Figaro.
Les effets vocaux de Figaro sont interprétés par Clarence Nash, voix de Donald à l'époque.